# Barnegat
Barnegat és una concentració de població designada pel cens dels Estats Units a l'estat de Nova Jersey. Segons el cens del 2000 tenia 1.690 habitants.

## Demografia
Segons el cens del 2000, Barnegat tenia 1.690 habitants, 595 habitatges, i 443 famílies. La densitat de població era de 243,5 habitants/km².
Dels 595 habitatges en un 39,7% hi vivien nens de menys de 18 anys, en un 61,2% hi vivien parelles casades, en un 9,2% dones solteres, i en un 25,5% no eren unitats familiars. En el 18,8% dels habitatges hi vivien persones soles el 8,2% de les quals corresponia a persones de 65 anys o més que vivien soles. El nombre mitjà de persones vivint en cada habitatge era de 2,84 i el nombre mitjà de persones que vivien en cada família era de 3,31.
Per edats la població es repartia de la següent manera: un 29,2% tenia menys de 18 anys, un 7,3% entre 18 i 24, un 29,9% entre 25 i 44, un 24,3% de 45 a 60 i un 9,3% 65 anys o més.
L'edat mediana era de 37 anys. Per cada 100 dones de 18 o més anys hi havia 101,5 homes.
La renda mediana per habitatge era de 55.040 $ i la renda mediana per família de 59.100 $. Els homes tenien una renda mediana de 36.755 $ mentre que les dones 24.500 $. La renda per capita de la població era de 21.431 $. Aproximadament el 2,6% de les famílies i el 6% de la població estaven per davall del llindar de pobresa.